# Thinobius gracilicornis
Thinobius gracilicornis är en skalbaggsart som beskrevs av Thomas Casey 1889. Thinobius gracilicornis ingår i släktet Thinobius och familjen kortvingar. Inga underarter finns listade i Catalogue of Life.